# Бітова швидкість
Бі́това шви́дкість, бітре́йт (англ. bitrate) — швидкість проходження бітів інформації за секунду. Бітову швидкість прийнято використовувати до вимірювання ефективної швидкості передачі інформації по каналу, тобто швидкості передачі «корисної інформації» (адже крім такої є ще службова інформація, наприклад, стартові й стопові символи за асинхронної передачі, або контрольні символи за надлишкового кодування).
Бітову швидкість визначають у бітах за секунду (біт/с, bps), а також похідних величинах із префіксами кіло-, мега- тощо.

## Значення і застосування
Термін бітова швидкість використовують у двох основних значеннях:
- Характеристика каналу або пристрою — максимальна кількість біт, яку можна передати за одиницю часу.
- Величина потоку даних до передачі в реальному часі (мінімальний розмір каналу, який зможе пропустити цей потік без затримок).

Окремий випадок — бітова швидкість стисненого звуку чи відео:
- Характеристика стиснених форматів потокового відео й аудіо (наприклад MPEG і MP3), де бітрейт визначає ступінь стиснення потоку, і, тим самим, визначає розмір каналу, для якого стиснено потік даних. Найчастіше бітову швидкість звуку й відео вимірюють у кілобітах за секунду (кбіт/с, kbps), рідше (для відео) — в мегабітах за секунду (Мбіт/с, Mbps).

## Режими стиснення потокових даних
Існує три режими стиснення потокових даних:
- З постійною бітовою швидкістю[en] (англ. Constant BitRate — CBR)
- Зі змінною бітовою швидкістю (англ. Variable BitRate — VBR)
- З усередненою бітовою швидкістю[en] (англ. Average BitRate — ABR) — різновид VBR, але кодек під час стиснення дотримується заданого середнього значення.

Кодек вибирає потрібну швидкість, виходячи з параметрів (рівня бажаної якості), та можливості змінювати її впродовж кодованого фрагменту. Стискаючи звук, потрібну швидкість кодек визначає за психоакустичною моделлю.